# Lago di Cà Selva
Il lago di Cà Selva (Lâc di Selve in friulano standard, Lâc di Selva in friulano locale)  è un bacino artificiale situato tra i comuni di Frisanco e Tramonti di Sopra, in provincia di Pordenone, in una piccola valle laterale della Val Tramontina e ricadente all'interno dei confini sudorientali del parco naturale delle Dolomiti Friulane.

## Descrizione
La diga ad arco sul torrente Silisia, è alta 111 m e i lavori per la sua costruzione furono completati nel 1963. Il nome dell'invaso deriva dalla località nei pressi di Chievolis, frazione di Tramonti di Sopra, presso la quale fu costruito lo sbarramento. Il lago di Cà Selva è spesso associato ad altri due laghi artificiali vicini: il lago di Cà Zul ed il lago di Redona (noto anche come lago dei Tramonti), in Val Tramontina.

### Dati tecnici
- Superficie 1,2 km²
- Superficie del bacino imbrifero 40,3 km²
- Altitudine alla massima regolazione 495 m s.l.m.
- Quota massima del bacino imbrifero 2062 m s.l.m.
- Volume 42 milioni di m³

### Accesso
Per raggiungere il lago si percorre la SS 552 sino alla diga di Tramonti, si transita sul suo coronamento e si prosegue per Chievolis. Indi continuare per la strada asfaltata, indicata dalla segnaletica, che sale di quota in un paesaggio naturale. Dopo diversi chilometri si arriva al piccolo borgo di Cà Selva e immediatamente si incontra lo sbarramento artificiale del lago. La diga è estremamente suggestiva e di grande impatto visivo; il coronamento è accessibile. Poco prima della diga parte la strada che porta al più discosto lago di Cà Zul.